# Nudochernes spalacis
Nudochernes spalacis är en spindeldjursart som beskrevs av Beier 1955. Nudochernes spalacis ingår i släktet Nudochernes och familjen blindklokrypare. Inga underarter finns listade i Catalogue of Life.